# Condado de Bacon
Bacon ou Bacom é um condado localizado no estado americano da Geórgia. Segundo o censo de 2010, a população era superior a onze mil. A sede do condado é Alma.
A emenda constitucional para criar o condado foi proposta em 7 de julho de 1914 e ratificada em 3 de novembro de 1914. Recebeu o nome de  Augustus Bacon, um ex-senador dos Estados Unidos da Geórgia.

## Geografia
De acordo com o Departamento do Censo dos Estados Unidos, o condado tem uma área total de 286 milhas quadradas (740 quilômetros quadrados), dos quais 70 quilômetros quadrados (9,5%) são água.
A porção maioritária e ocidental do Condado de Bacon está localizada na sub-bacia do rio Satilla, na bacia do rio St. Marys-Satilla River. Todo o leste, e metade da borda sudeste do município está localizada na sub-bacia do rio Satilla, na mesma bacia do rio St. Marys River.